# Matías Campos
Matías Daniel Campos Toro (Santiago, 22 de junho de 1989) é um futebolista chileno que joga como lateral-esquerdo na Granada.

## Carreira
Formado no Audax Italiano, foi promovido em 2005 para a equipe profissional, onde, após de disputar 126 e marcar 22 gols, se transferiu para o Granada da Espanha em 8 de janeiro de 2012.
Cinco dias depois de se transferir para o Granada da Espanha, foi emprestado por seis meses para a Universidad Católica, que pagou oitenta mil dólares pelo empréstimo.

## Estatísticas
Até 26 de fevereiro de 2012.

### Clubes
| Clube                | Temporada         | Campeonato nacional | Campeonato nacional | Copa nacional[a] | Copa nacional[a] | Competições continentais[b] | Competições continentais[b] | Outros torneios[c] | Outros torneios[c] | Total | Total |
| Clube                | Temporada         | Jogos               | Gols                | Jogos            | Gols             | Jogos                       | Gols                        | Jogos              | Gols               | Jogos | Gols  |
| -------------------- | ----------------- | ------------------- | ------------------- | ---------------- | ---------------- | --------------------------- | --------------------------- | ------------------ | ------------------ | ----- | ----- |
| Universidad Católica | 2012              | 15                  | 2                   | 0                | 0                | 0                           | 0                           | —                  | —                  | 15    | 2     |
| Universidad Católica | Total             | 15                  | 2                   | 0                | 0                | 0                           | 0                           | —                  | —                  | 15    | 2     |
| Total na carreira    | Total na carreira | 15                  | 2                   | 0                | 0                | 0                           | 0                           | 0                  | 0                  | 15    | 2     |

- a. ^ Jogos da Copa Chile
- b. ^ Jogos da Copa Libertadores e Copa Sul-Americana
- c. ^ Jogos do Jogo amistoso

## Títulos
Universidad Católica
- Copa Ciudad de Temuco: 2012